# Северное викариатство
Северное викариатство — викариатство Московской епархии Русской православной церкви, объединяющее благочиния в Северном административном округе города Москвы.
Управляющим Северным викариатством является митрополит Волоколамский Антоний (Севрюк).
Викариатство образовано 27 декабря 2011 года.

## Управляющие архиереи
- Меркурий (Иванов) (22 декабря 2010 — 28 декабря 2011), епископ Зарайский, викарий Московской епархии — окормлял приходские храмы на территории Северо-западного административного округа города Москвы (Успенское благочиние)[2]
- Марк (Головков) (31 декабря 2011 — 3 ноября 2015), архиепископ Егорьевский, викарий патриарха Московского и всея Руси[1]
- Парамон (Голубка) (3 ноября 2015 ― 29 августа 2023), епископ Наро-Фоминский, викарий патриарха Московского и всея Руси[3]
- Матфей (Копылов) (30 августа 2023 ― 10 апреля 2024), архиепископ Печерский, викарий Псковской епархии
- Никандр (Пилишин) (11 апреля 2024 — 11 апреля 2025), митрополит Владимирский и Суздальский[4]
- Антоний (Севрюк) (с 11 апреля 2025), митрополит Волоколамский, викарий патриарха Московского и всея Руси[5]

## Всехсвятское благочиние
Всехсвятское благочиние объединяет храмы части Северного административного округа Москвы. Своё название получило от бывшего села Всехсвятского, находившегося на месте современных районов Аэропорт и Сокол.
Благочинный — протоиерей Сергий Дикий, настоятель храма Георгия Победоносца в Коптеве.

## Знаменское благочиние
Знаменское благочиние объединяет храмы части Северного административного округа Москвы, а именно районов Головинский,
Левобережный, Ховрино, Западное Дегунино, Бескудниковский, Дмитровский, Молжаниновский.
Благочинный — протоиерей Сергий Куликов, настоятель Храма Бессребреников Космы и Дамиана в Космодемьянском

## Галерея

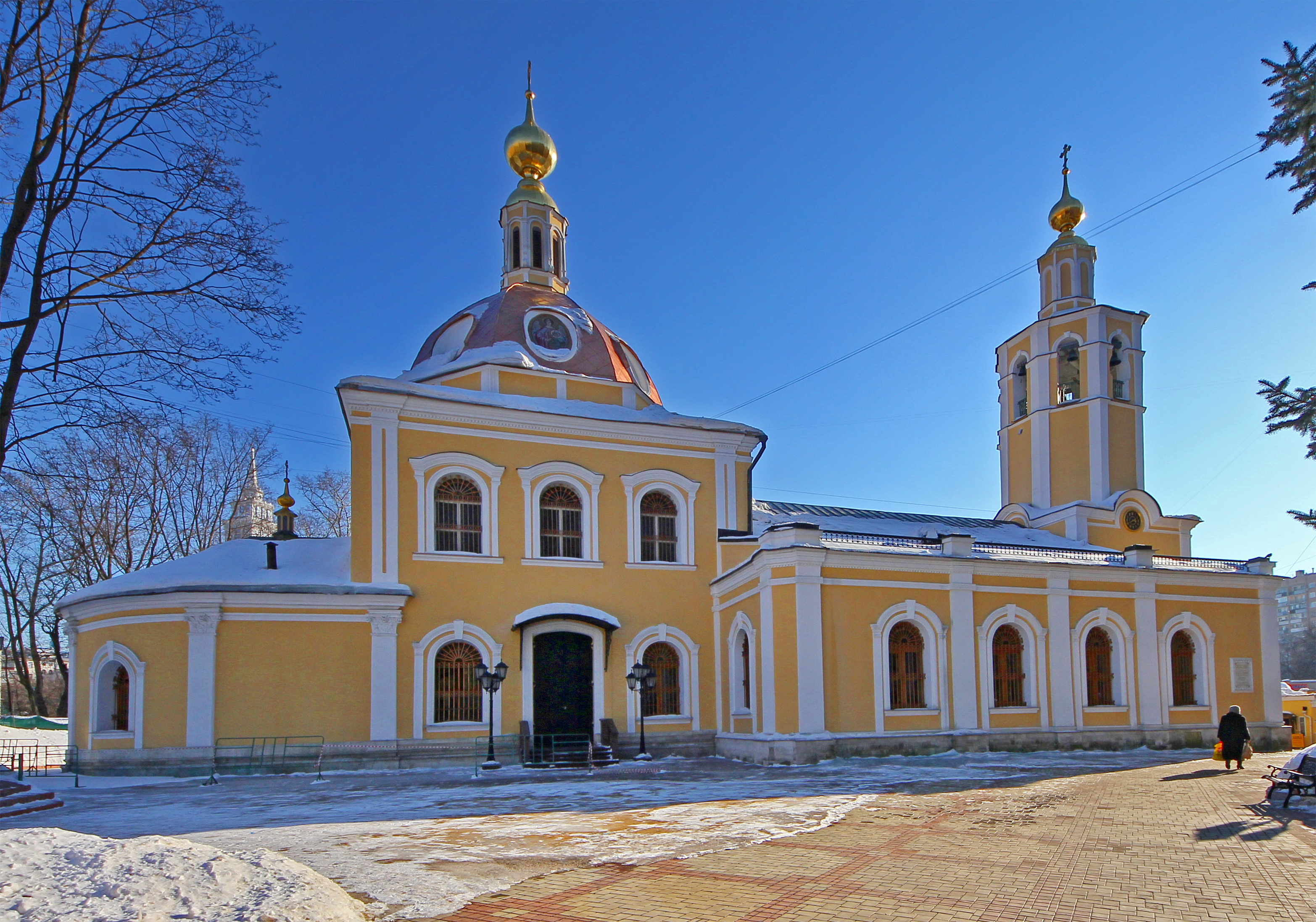
Храм Всех Святых во Всехсвятском
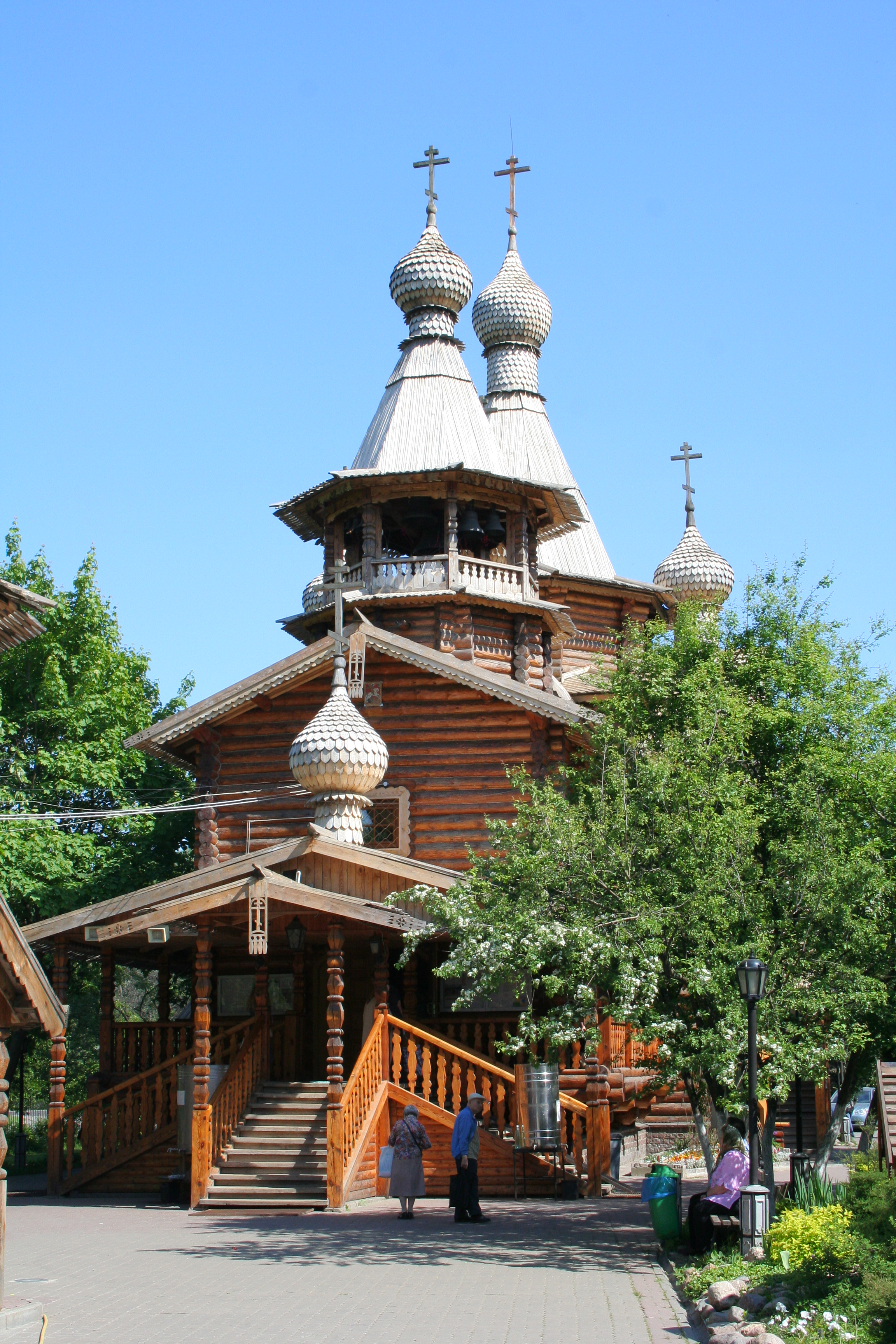
Храм Георгия Победоносца в Коптеве
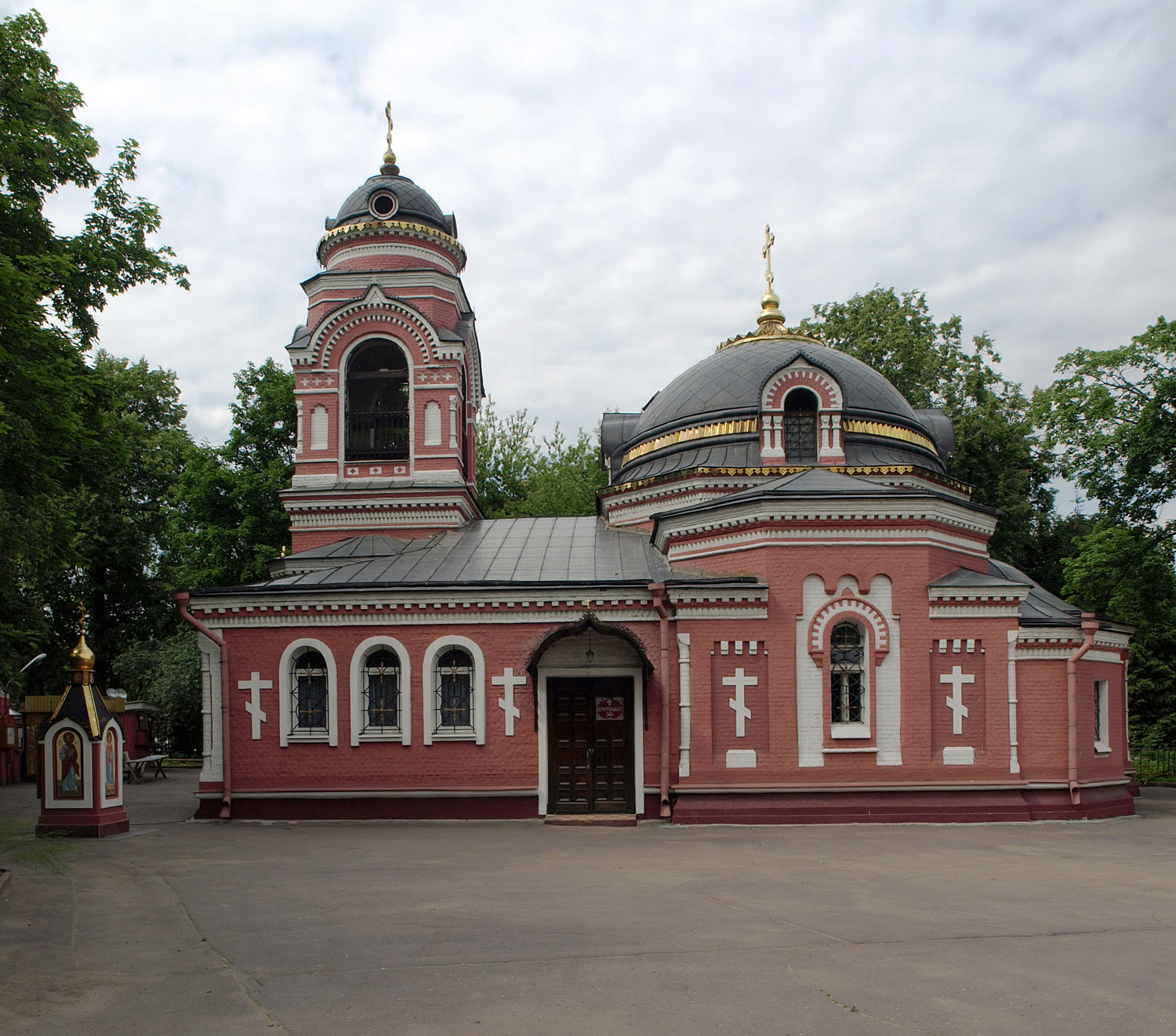
Храм иконы Божией Матери «Знамение» в Аксиньине
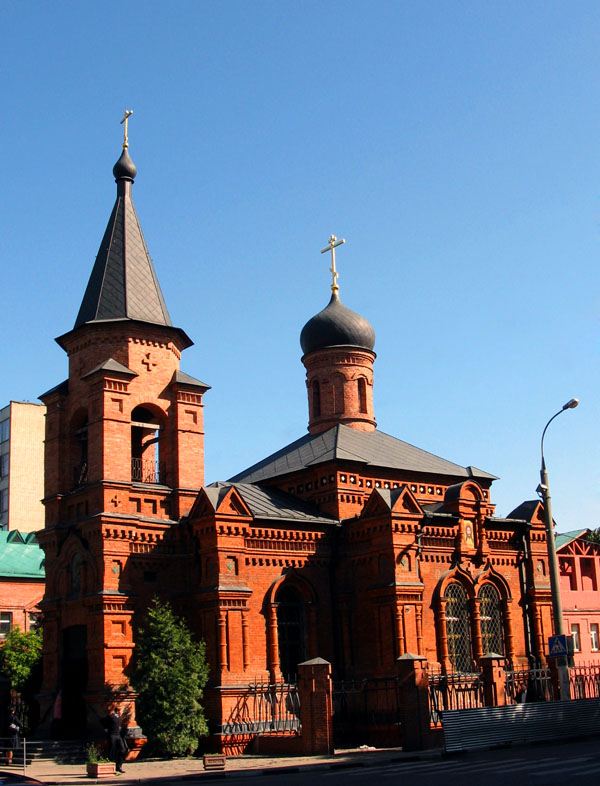
Храм Митрофана Воронежского на Хуторской
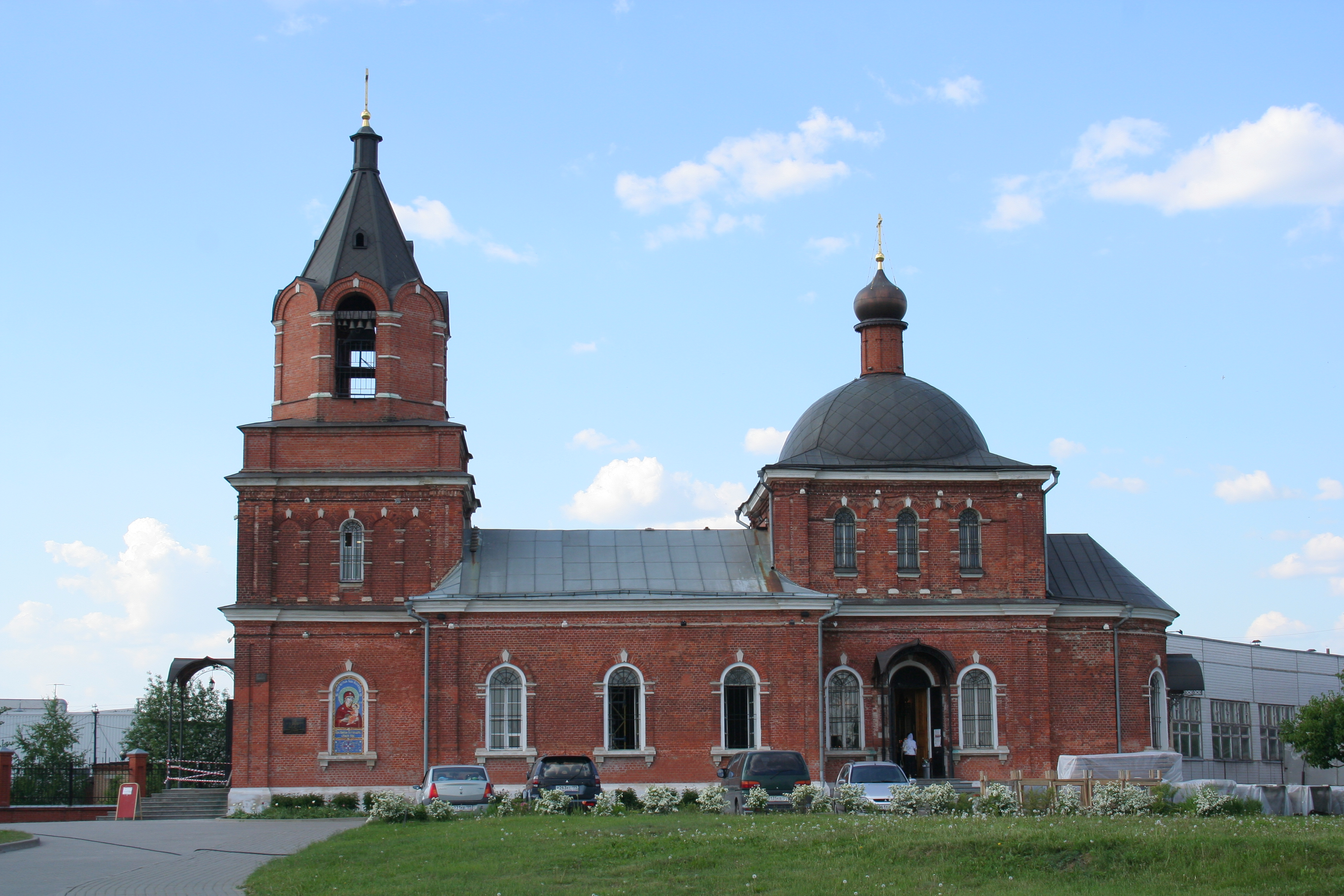
Церковь Сергия Радонежского в Бусинове